# Гризони
Гризони (Galictis) са род в семейство Порови, произхождащ от Централна и Южна Америка. Включва два съществуващи вида: големия гризон (Galictis vittata), който се среща широко в Южна Америка, през Централна Америка до Южно Мексико, и малкия гризон (Galictis cuja), който е разпространен само в южната половина на Южна Америка.

## Етимология
Родовото име Galictis съчетава две гръцки думи: galē (на старогръцки: γαλῆ, „невестулка“) и iktis (на старогръцки: ἴκτις, златка).

## Описание
Гризоните достигат до 60 cm на дължина и между 1 и 3 kg тегло. Малкият гризон е малко по-дребен от (големия) гризон. Като цяло приличат на язовец, но с по-дребно и по-тънко тяло. Кожата по гърба е матово сива с черни крака, гърло, лице и корем. Остра бяла ивица се простира от челото до задната част на врата.

## Местообитание
Гризоните се срещат в широк спектър от местообитания от полуоткрити храсти и гори до ниски гори. Те обикновено са сухоземни, ровят и гнездят в дупки в паднали дървета или скални пукнатини, често живеят под земята. Те са всеядни, консумират плодове и малки животни (включително бозайници). Малко се знае за поведението на гризоните поради множество причини, включително това, че вратовете им са доста широки в сравнение с главите им, необичайна трудност, която прави поставянето на предаватели за радиопроследяване проблематично.

## Еволюция
Гризоните се появяват за първи път в Южна Америка през ранния плейстоцен, преди около 2,5 милиона години. Възможно е да произлизат от фосилните родове Trigonictis и Sminthosinus, които са обитавали Северна Америка през средата до късния плиоцен. Има най-малко три известни вида фосили, всички от които са открити в Аржентина:
- † Galictis hennigi
- † Galictis sanandresensis
- † Galictis sorgentinii